# Fontaine Saint-Nicolas
La fontaine Saint-Nicolas est située  au lieu-dit «Saint-Nicolas», à  Malguénac dans le Morbihan.

## Historique
La fontaine est bâtie au XVIe siècle et a été restaurée en 1862. La fontaine fait l’objet d’une inscription au titre des monuments historiques depuis le 29 mars 1935.

## Architecture
L'édifice se présente comme un édicule en maçonnerie comportant une niche surmontée d'un gâble. Des armoiries en relief ornent la façade. Une enceinte rectangulaire complète l'ensemble.
Il s’agit d’un édifice à mur pignon dont les versants tombent jusqu’à terre avec des murets d’enclos. Elle présente une ouverture avec arche en plein cintre au dessus d’un bassin rectangulaire contenant l’eau de la source. Le trop plein s’écoule par un petit canal à ciel ouvert muni au milieu du parcours d’une excavation ronde qui était utilisée par les pèlerins pour prélever l’eau miraculeuse sans souiller la fontaine.
L’enclos est fermé par deux échaliers l’un situé à l’avant l’autre sur le côté. Le pignon façonné de crochets est orné en façade  de devises armoriées, celle du milieu représentant la Croix de Malt en dessous est gravée la date de la restauration,  l’autre écusson est difficilement reconnaissable. Le mur du fond de la niche est sculpté d’une coquille Saint-Jacques.